# 黒部川第四発電所

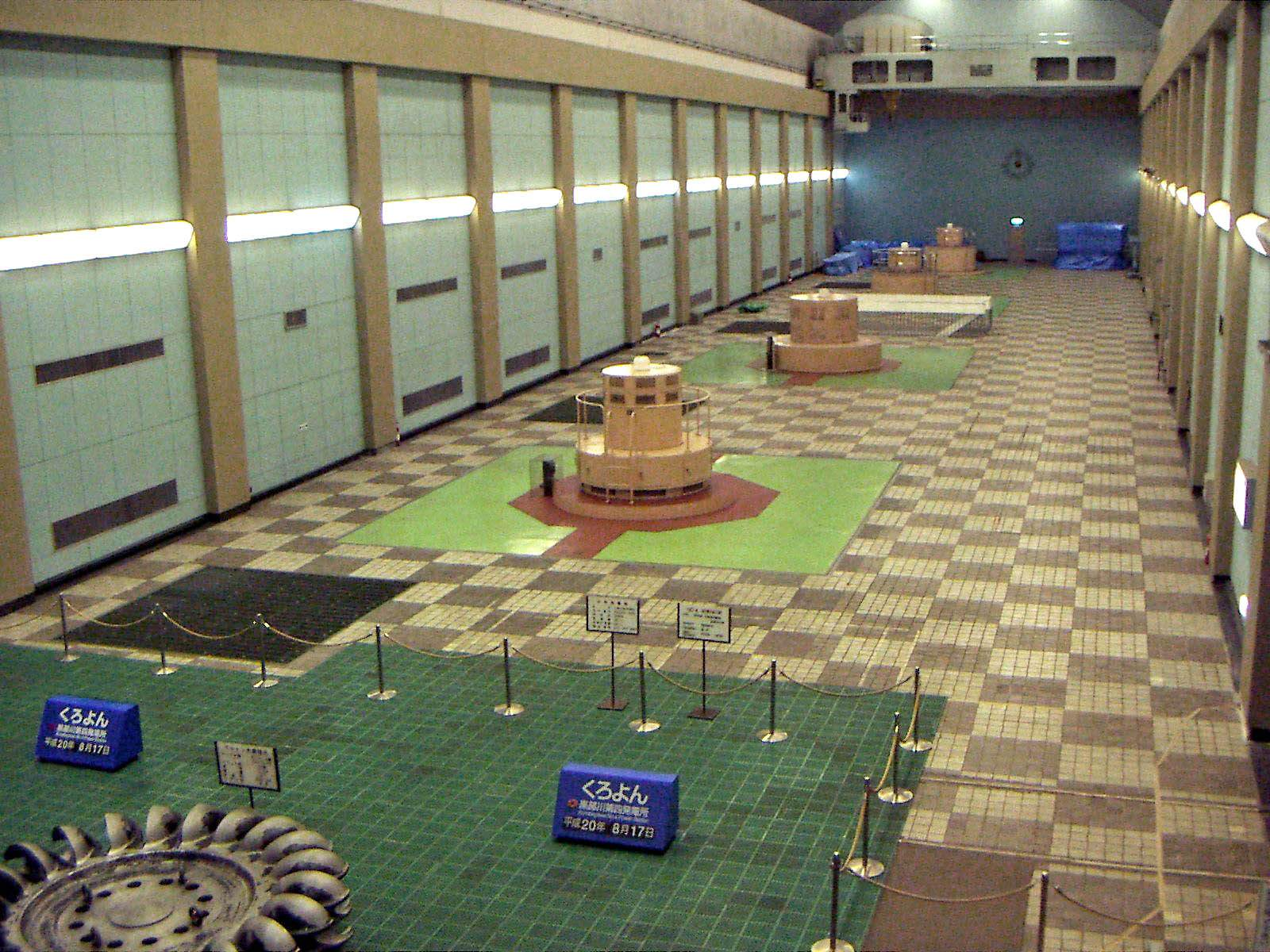
黒部川第四発電所

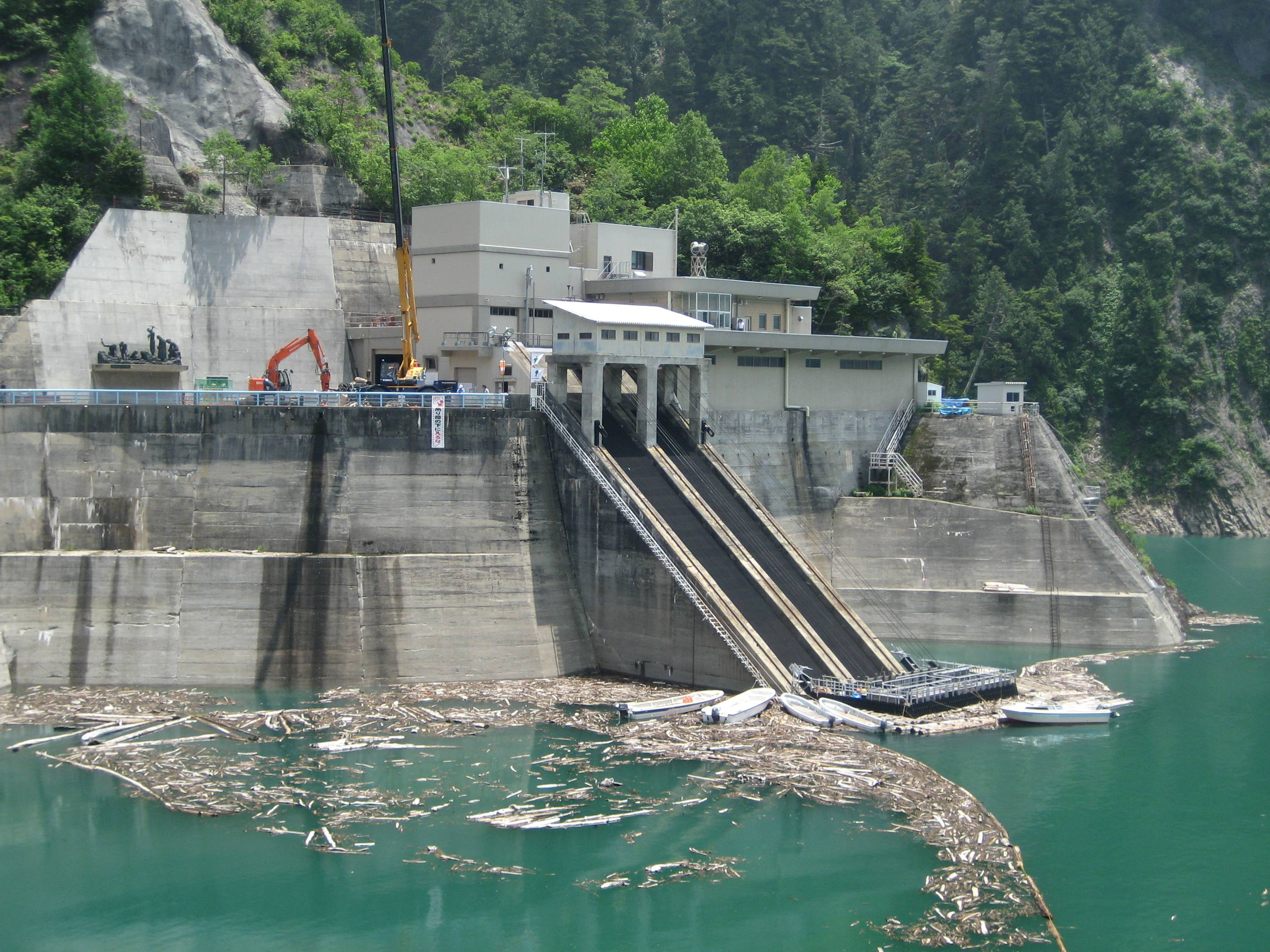
黒部ダム右岸の取水口

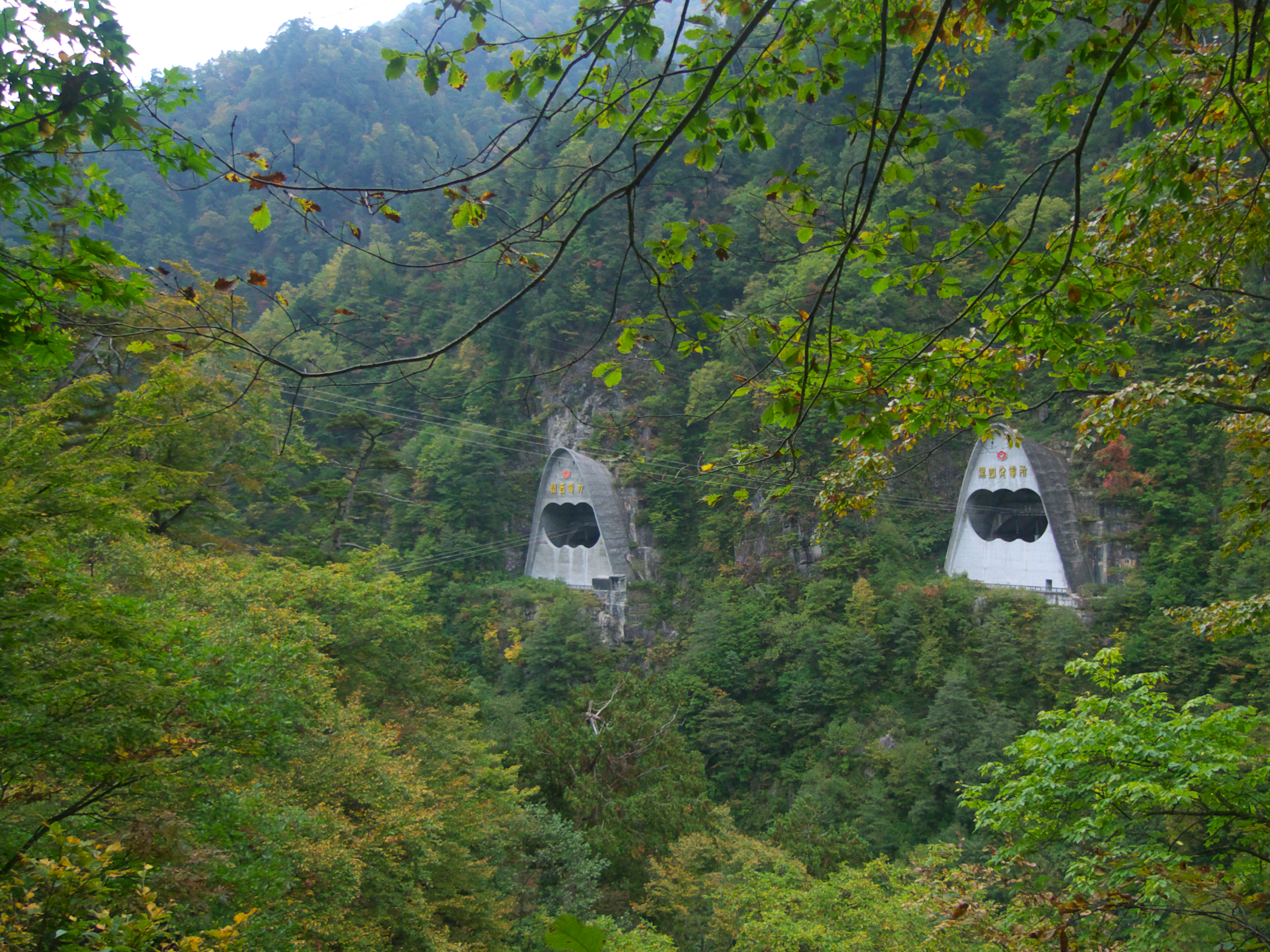
送電線出口

黒部川第四発電所（くろべがわだいよんはつでんしょ）は、富山県黒部市の黒部川上流部にある関西電力の水力発電所。黒四発電所（くろよんはつでんしょ）、あるいは単に黒四と通称される。黒部ダムから水を引いて発電を行っている。2010年、IEEEマイルストーンに認定。

## 概要
1958年6月13日に世界銀行から3700万ドルの融資を受けるなどし、1956年7月1日に大町ルートが着工、同年8月に新設工事に着手し、1960年11月26日の通水式、1963年6月5日に完成。また、取水する黒部ダムの建設のためにつくられた関電トンネルの工事では冷水と破砕帯との闘いとなり、小説・映画・ドラマ『黒部の太陽』の舞台ともなった。現在、発電は遠隔操作されている。1966年5月27日に土木学会技術賞に選ばれている。
1961年1月15日発電開始。当初は1号機と2号機の2機の合計で154,000 kWの出力で、1962年8月1日に3号機の運転開始で合計234,000 kWとなり、1963年6月5日に竣工式が執り行われた。
1973年6月18日に4号機が増設されて合計335,000 kWとなった。現在一般水力発電所（ダム式）による発電能力としては日本第4位、使用水量72.0 m3/s、有効落差545.5 m。2020年8月から3号機と4号機の改修工事が行われ、水車ランナーなどが交換されてそれぞれ1,000 kW出力が増大し、2022年2月18日付の経済産業省への届け出で、総出力が337,000 kWに変更された。
水車はペルトン水車を使用している。
当発電所は中部山岳国立公園内にあるため、環境保護および厳冬期の雪崩による被害を避けるべく、発電施設及び輸送ルートや送水管はすべて地下に作られている。

## アクセス

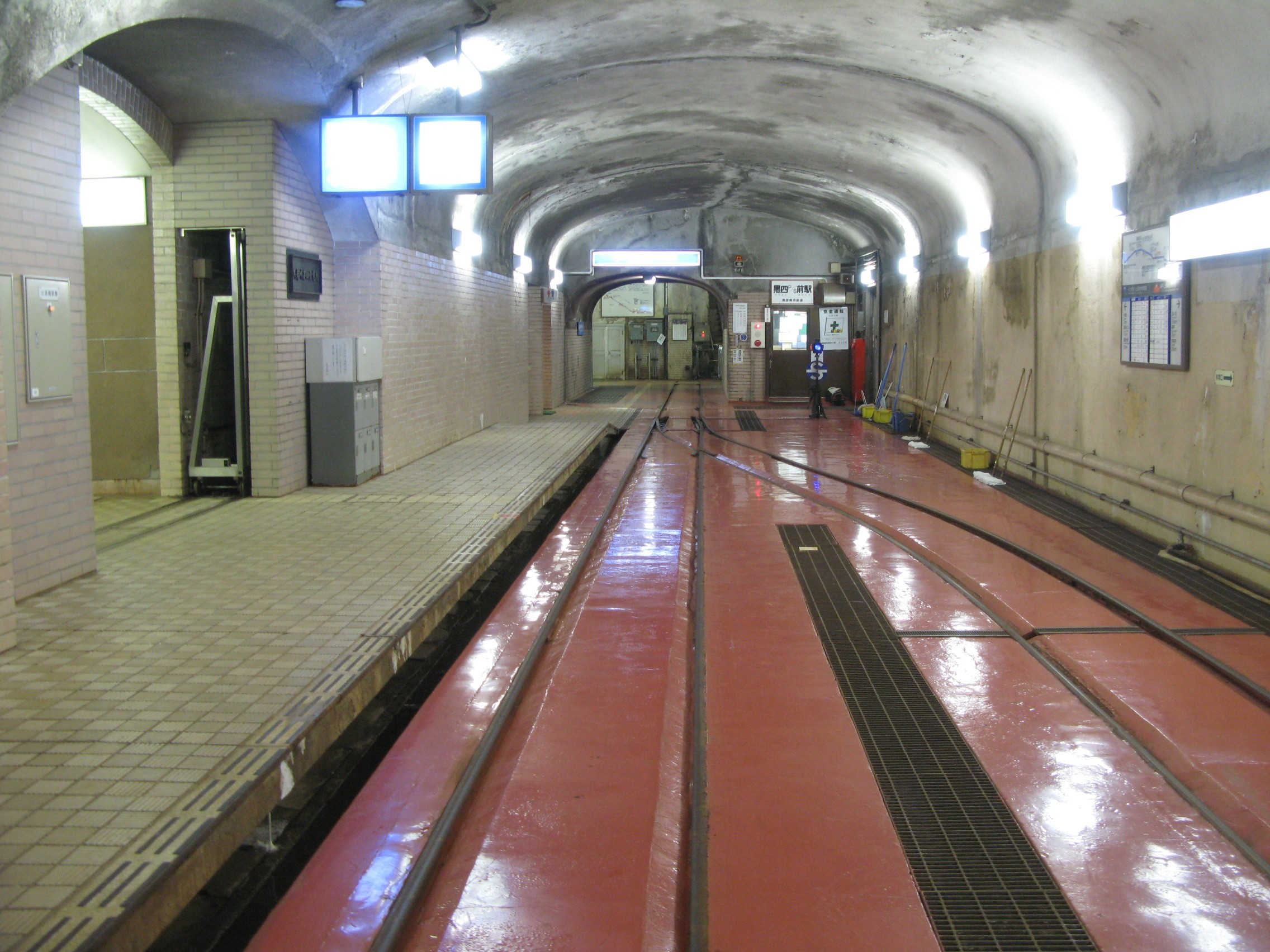
黒部川第四発電所前駅

当発電所までのルートは、黒部ダムからのルートと宇奈月温泉側からのルートの2つがある。どちらにしても地下を通っていくことになる。ただし、関西電力関係者以外は利用することができず、原則として一般人は通常はどちらのルートからも行くことはできない。
- 黒部ダムからのルートは、黒部ダムから黒部トンネルを通過するルートである。長野県大町市側からなら通年行くことができる。黒部トンネルは、立山黒部アルペンルートの関電トンネルとつながっているが、一般に開放されている関電トンネルと異なり、原則として関西電力関係者以外は通行できない。
- 宇奈月温泉側からのルートは、宇奈月駅から始まる黒部峡谷鉄道を終点の欅平駅まで利用し、欅平駅から関西電力黒部専用鉄道を使うことになる[13][14]。ただし、関西電力黒部専用鉄道は通年運行するものの黒部峡谷鉄道が冬季は運休するため、通年利用できるルートではない。関西電力黒部専用鉄道も原則として関係者専用である。

2020年現在、関西電力が主催し富山県が協賛する「黒部ルート見学会」に応募し当選すれば、黒部トンネルから黒部川第四発電所を見学して、関西電力黒部専用鉄道に乗車し欅平までのコース、あるいはその逆コースを通行することができる。現在は「黒部ルート見学会」は一般人がこの発電所を見学できるほぼ唯一の方法であり、2024年度から一般開放が予定されていたが、能登半島地震の影響で中止となっている。

## 建設資材の輸送
建設資材等は、北陸本線（現在のあいの風とやま鉄道線）黒部駅より富山地方鉄道本線・黒部支線（旧黒部鉄道）を経由して運搬していた。
省線三日市駅（現黒部駅）に隣接した旧三日市駅と宇奈月駅間は、本来黒部峡谷の電源開発のために敷かれた黒部鉄道であった。旧三日市駅への路線は、1969年（昭和44年）8月17日付で営業が廃止となった。現在では線路は取りはずされて富山地方鉄道電鉄黒部駅や黒部駅のホームなどにそのなごりがあったり、かつての路線の空き地が現在の路線の横に並行する区間があったりする。駅名の変遷は電鉄黒部駅の項を参照。

## 登場作品
NHKの『プロジェクトX〜挑戦者たち〜』で、この発電所の建設にまつわるエピソードが取り上げられた。これに関連して、2002年の『第53回NHK紅白歌合戦』において、中島みゆきが発電所に隣接する関西電力黒部専用鉄道の駅構内のトンネル内で、『プロジェクトX』の番組主題歌である「地上の星」を生中継で歌った。当発電所は地下構造のため、映像は黒部トンネル・関電トンネル経由で大町市の扇沢から送信し、衛星を利用して中継した。
2010年からは、同発電所を舞台として、音楽に中島みゆきの「糸」を使用した、関西電力の企業CM「続く物語」編が放映されている。

## 隣の駅
関西電力
黒部専用鉄道
仙人谷駅 - 黒部川第四発電所前駅